# 夜間中学
夜間中学（やかんちゅうがく）とは、日本の戦後の学制改革前、近代期の旧教育制度下において夜間に旧制中学校（以下、中学校）・中等学校程度の教育を実施し開講されていた教育校の呼称。現在の高等学校夜間部・定時制課程の淵源でもある。

## 概要
現在では、三上敦史『近代日本の夜間中学』: 北海道大学図書刊行会 (2005年、ISBN 978-4832965119）によって、その実態が大変詳しく記載されている。
「夜間中学」の名称も、例規などに規定されているものではなく、夜間開講していたこれらの教育所がその校名で中学と名乗り、教育史で中等教育の先行研究書などでとり扱われている名称として表されている呼称である。
戦後に現在の高等学校定時制課程として引き続き存続した学校もある他、新潟明訓高等学校などのように、新制での学校そのもののルーツとなっている夜間中学もある。
この夜間中学は、中等学校程度の教育を施す目的で設立されてはいたが、戦前施行された中学校令での中学校とはみなされていない。卒業しても特段資格を得られない私塾や各種学校などの体裁をとり、夜間に開講されていたもので、名称も夜間中学や中等学校や夜学校など様々であった。
夜間に開講していたこれらの夜学は、もとの成り立ちは経済的その他の理由により進学できない等の勤労児童への配慮などを念頭に開始されたものというよりは、生徒増を夜間授業でまかない、昼に別の定職をもつ外部講師を招く都合等、学校経営の行っている経営者側からの都合によっての運営手法からのものであった。

## 歴史
就学率が上昇する1900年代から1910年代にかけて、都市部で中学校入学難を引き起こし、識者や教育環境の問題から定員増でまかなえない中学校側や中学校長の間からも中学校での二部教授や夜間授業の実施を求める声が高まる。当時の文部省は青年レベルの夜間教育は健康への影響の理由により認可しなかったが、1920年文部省に東京府から勤労少年向けを念頭に府立夜間中学校設置可否の打診などもあり、1921年の文部省令第8号「中学校令施行規則」制定により中学校への勤労主義に基づいた教育（ゲーリーシステム）の導入をできるよう改正。さらに同年、夜間実業学校の設置を認可するにいたった。翌年の1922年には北海道庁内務部が「中等夜学校準則」を制定し、庁立中学校長・商業学校長に管下の校舎・教員を使って私立各種学校として夜間中学を経営するよう求めたことでもわかるとおり、夜間中学は全国の県下で主要地方都市に設置する動きが進んだ。
首都圏では1923年、関東大震災が発生して以降、被害を最小限にとどめた私立のほか東京府立の中学校までもが続々と夜間中学の経営に乗り出す。同時期に衆議院でも正式の中学校としての認可を求めるべきだとの議論がなされている。さらに、罹災者救護事業として、文部省が東京高等師範学校同窓会「茗渓会」に働きかけ「茗渓中学」が設置される。しかし今回の措置以外、文部省として正式の中学校としての認可の動きまではとらなかった。
このため1926年に青年訓練所が発足すると、その施設課程指定を受けたり、新設の場合には青年訓練所として設置する夜間中学が増加した。やがて1932年、普第56号「夜間授業ヲ行フ中学校ニ類スル各種学校卒業者ノ専門学校入学者検定規程第十一条ニ依ル指定ニ関スル件依命通牒」が発令。一部の優良な夜間中学に専検指定を与えることとなった。設置者が私立の場合は基本金30,000円以上の財団法人とした他は指定条件は中学校の設置条件にほぼ準じた。
その後、専門学校入学者検定を定めた専検規程制定における専検指定という新制度の下、それを受けた学校は、正規の中学校とほぼ同一の社会的評価を獲得することになり、この指定を受ける夜間中学も幾つか出現していく。
専門学校入学者検定は、その後の大学入学資格検定（大検、2005年より高等学校卒業程度認定試験に移行）の前身にあたるが、のちの制度改革で文部大臣が指定した学校の卒業者全員を無試験で合格者と認定する制度を認めていく。この認定を受けることを俗に「専検指定」「専入指定」などと称した。往時の正規の中学校でない学校のうち、師範学校は1903年文部省告示第99号によって専検規程制定と同時に、実業学校は1924年文部省告示第109号によって専検指定を受けていき、同様に学習院中等科・陸軍幼年学校などの文部省所管外の、また各種学校として設置された宗教系私学の卒業者は、専検指定によって一般中学校卒業者と同じ資格を付与され、鉄道教習所など戦後教習期間を3年に延長し、文部省から中等部は専検指定を受け、専門部は旧制専門学校として認定を得ている。
このため、公立中学校が附設していた私立夜間中学が公立移管して専検指定を受ける事例が相次いだが、逆に公立中学校附設でない私立夜間中学ではあえて専検指定を求めず、各種学校のまま経営し続ける事例も多かった。
また文部省では、兵役に関しての取り扱いは陸軍省と協議。既存の専検指定学校と同様、文部大臣が専検指定を行ったのち、陸軍大臣と文部大臣が兵役法施行令第100条第3号による徴集延期の認定を行うこととなった。
青年訓練所は1935年に青年学校に移行し、1939年の青年学校令（勅令第254号）により中等教育学校を進学しないなどの勤労男子に対し青年学校への就学が義務化された。そのため、夜間中学が専検指定も青年学校認定も受けずに経営することは困難となる。
1943年勅令の中等学校令から、中学校夜間授業課程（修業年限3年）を設置可能にした。このため、夜間中学が相次いで各種学校から正規の中学校へ移行し、夜間中学でも中学校卒業者の資格が得られるようになった。このため、専検指定や青年学校認定といったものを受けずに経営を維持した夜間中学はごくわずかとなっていった。
また当時企業内に設置し中等教育を行っていたものも大半は青年学校ではあったが、青年学校指定だけでは募集難に見舞われる。このため福岡県下などの大都市・工業都市では、企業内に設置していた中等教育代わりの夜間中学が増設となった。
終戦後、中等学校令が改正され、中学校夜間授業課程の修業年限は4年となった。1946年、文部省告示第122号により、修業年限4年の夜間課程の中学校第3学年を修了したものに対し、高等学校高等科への入学が認められるようになった。そして、学制改革により、中学校夜間授業課程は、新制高等学校夜間課程（のち、1950年に定時制課程に統合）に移行した。

## 関連文献
- 文部省普通学務局 編「夜間授業ヲ行フ中學校ニ類スル各種學校卒業者ノ專門學校入學者檢定規程第十一條ニ依ル指定內規（昭和七年五月十八日發普五六號通牒抄）」『専門学校入学者検定規程ニ依ル指定学校ニ関スル調査』文部省普通学務局、1939年、4頁。doi:10.11501/1452304。2023年7月10日閲覧。
- 三上敦史「近代日本の夜間中学に関する事例研究（1）-- 北海道庁が設置した昭和中学 --」『愛知教育大学研究報告』第56巻、2007年、139-145頁。
- 三上敦史「近代日本の夜間中学に関する事例研究（2）--「正格化」を目指した札幌中等夜学校（札幌夜間中学）--」『愛知教育大学研究報告』第57巻、2008年、71-82頁。
- 三上敦史「近代日本における「中学校程度」の認定史」『北海道大学大学院教育学研究院紀要』第103号、2007年12月19日、55-78頁、doi:10.14943/b.edu.103.55。